# Canon de marine de 6 pouces QF Mk I - III
Pour les articles homonymes, voir Canon de 6 pouces.
Le canon naval de 6 pouces/40 calibres QF est un canon naval utilisé par de nombreux navires de guerre construits au Royaume-Uni vers la fin du 19e siècle et le début du 20e siècle.
Au Royaume-Uni, il est connu sous le nom de canon de 6 pouces QF Mk I, II, III ou canon naval de 15 cm/40 (6") type 41e année. Il était utilisé par les cuirassés pré-dreadnought, les croiseurs blindés et les croiseurs protégés de la marine impériale japonaise construits au Royaume-Uni et dans les chantiers navals européens. Ce fut aussi le canon le plus lourd jamais porté par un destroyer jusqu'au début de la guerre froide.

## Conception
Le canon du type Mk I était de conception classique, construit à partir de plusieurs tubes concentriques. Le Mk II, conçu par l'arsenal de Woolwich, fut le premier, en 1891, à utiliser la construction Armstrong en "câble enroulé" (wire-wound ou simplement wire), où l'un des tubes est remplacé par un enroulement serré de câbles. Ce système se prouvera performant et sera étendu à beaucoup d'autres canons de marine de la Royal Navy, jusqu'à ce que les progrès de la métallurgie le rende obsolète dans les années 1930.